# Marino (марка аутомобила)
Марино (итал. Società Automobili Marino) је била италијанска компанија за производњу аутомобила.

## Историја компаније
Луиђи Марино је отворио ауто радионицу у Падови која се у почетку бавила поправком аутомобила свих произвођача, а 1923. године почиње производњу аутомобила. Аутомобили су се производили под именом "Марино" све до 1927. године, а до 1930. године наставља са поправкама, када је компанија затворена.

## Аутомобили
Први модели су имали четвороцилиндрични мотор са брегастом осовином и запремине 1500 cm³. Следећа три модела представљена су 1924. године први са мотором произвођача CIME са OHV-вентилима и запремине 1100 cm³. То је био модел нормал снаге 21 КС, други је спорт снаге 32 КС и Гранд спорт са компресором, 45 КС и са максималном брзином 124 км/ч. Сва возила су имали пренос три брзине.